# Кирилл VII
Патриа́рх Кири́лл VII (греч. Πατριάρχης Κύριλλος Ζ΄, в миру Константин, греч. Κωνσταντίνος; 1775, Эдирне — 1872, Халки) — архиерей Константинопольской православной церкви; Архиепископ Константинополя — Нового Рима и Вселенский Патриарх, предстоятель Константинопольской православной церкви (1855—1860).

## Биография
Родился в 1775 году в Адрианополе и при рождении назван Константином. В возрасте шести лет поступил в ближайшую городскую школу, где получил начальное образование.
Был рукоположен в сан диакона епископом Адрианопольским Каллиником. В монашестве получил имя Кирилл.
До своего избрания патриархом был митрополитом Амасийским.

### Патриаршее служение
Патриархом было созвано совещание представителей провинций Константинопольского Патриархата (временного специального совета) из представителей духовных и светских лиц для подготовки и ратификации Общего регламента об управлении Константинопольской церковью в соответствии с султанским хатти-хумаюна от 1856 года. Новые правила вызвали недовольство в среде греков, и в 1859 году патриарх подал в отставку, которая не была принята турецким правительством до окончания заседаний временного специального совета.
В годы его патриаршества было хиротонисано несколько епископов болгарского происхождения, в том числе Иларион (Стоянов), возглавивший болгарскую общину Константинополя с титулом епископа Макариопольского в 1856 году.
По причине волнений в среде болгарской паствы ввиду её стремления к церковно-административной автономии и связанным с этим отказом болгарского духовенства поминать за богослужением патриарха, а также в связи с разногласиями с Иерусалимским патриархом Кириллом II, объявившим о своём недовольстве единоличным поставлением Кириллом VII архиепископа Синайского Кирилла II, 1 июля 1860 года ушёл на покой и поселился на острове Халки, где умер.